# Qıyıqlı
Qıyıqlı è un comune dell'Azerbaigian situato nel distretto di Daşkəsən. Conta una popolazione di 340 abitanti.